# Leptobaea
Leptobaea é um género botânico pertencente à família Gesneriaceae.

## Espécies
- Leptobaea glabra
- Leptobaea multiflora
- Leptobaea pubescens